# Departament Concepción (Misiones)

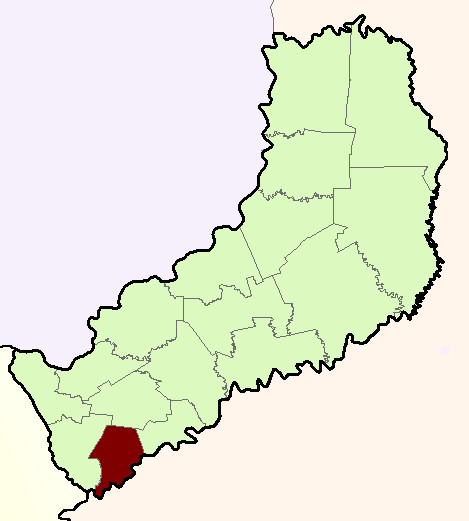
Departament Concepción na tle prowincji Misiones

Departament Concepción – jeden z 17 departamentów argentyńskiej prowincji Misiones. Stolicą departamentu jest miasto Concepción de la Sierra.
Powierzchnia departamentu wynosi 726 km². Na obszarze tym w 2010 roku mieszkało 9510 ludzi, czyli gęstość zaludnienia wynosiła 13,1 mieszkańców/km².
Od zachodu poprzez rzekę Urugwaj graniczy z Brazylią. Wokół niego znajdują się departamenty: Apóstoles, Leandro N. Alem oraz San Javier.